# Liposthey

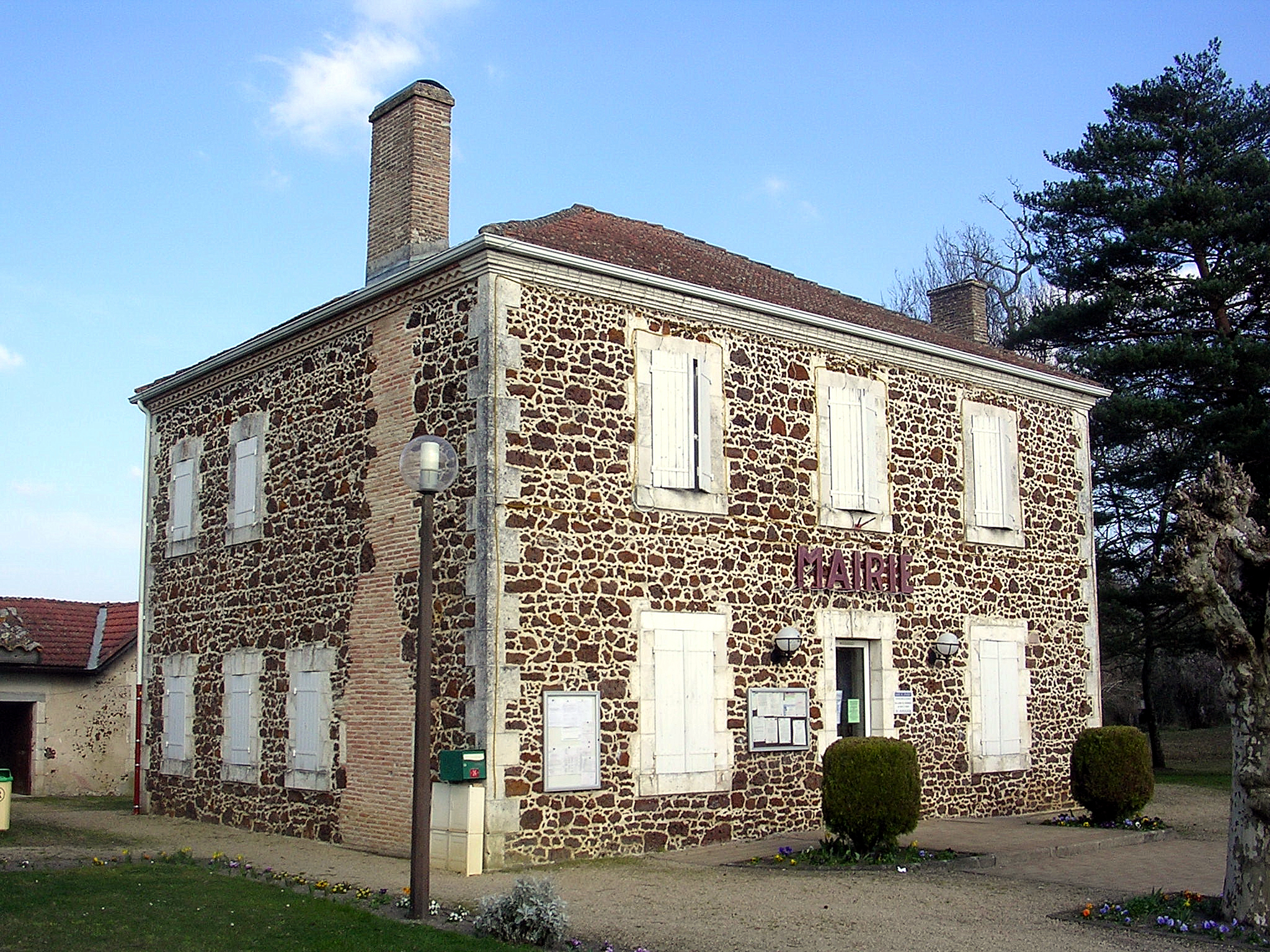
Gemeentehuis

Liposthey is een gemeente in het Franse departement Landes (regio Nouvelle-Aquitaine) en telt 323 inwoners (1999). De plaats maakt deel uit van het arrondissement Mont-de-Marsan.

## Geografie
De oppervlakte van Liposthey bedraagt 23,2 km², de bevolkingsdichtheid is 13,9 inwoners per km².
De onderstaande kaart toont de ligging van Liposthey met de belangrijkste infrastructuur en aangrenzende gemeenten.

## Demografie
Onderstaande figuur toont het verloop van het inwonertal (bron: INSEE-tellingen).